# Boronigo
Boronigo o Borovnich (in croato: Borovnik) è un isolotto disabitato della Dalmazia settentrionale, in Croazia; si trova nel mare Adriatico a ovest dell'Incoronata e fa parte delle isole Incoronate. Amministrativamente fa parte del comune di Morter-Incoronate, nella regione di Sebenico e Tenin.

## Geografia
Boronigo è un isolotto dalla forma irregolare che si trova a sud di Lavernata in corrispondenza di due insenature meridionali di quell'isola (uvala Lojena e uvala Prisliga); la distanza minima da Lavernata è di 175 m. Il lato sud-ovest dell'isolotto si affaccia sul mare aperto, mentre a sud-est c'è l'isola Mana. La lunghezza di Boronigo è di circa 1 km e la sua altezza massima è di 55,8 m; ha una superficie di 0,279 km² e uno sviluppo costiero di 2,91 km.

### Isole adiacenti

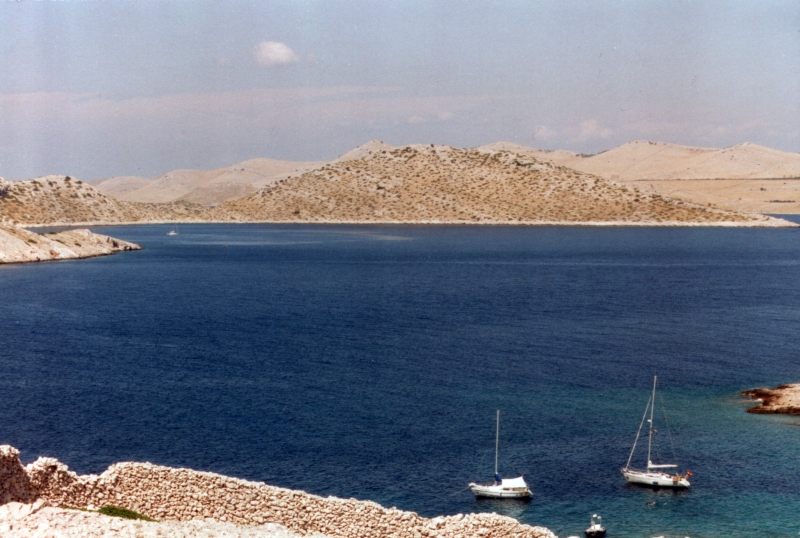
Lavernata vista da Mana; a sinistra sporge la punta est di Boronigo.

- Pescine[7][8][9] o Plessina[6] (Plešćina o Plešćenica), lungo 550 m circa[3], ha una superficie di 0,042 km²[2], uno sviluppo costiero di 1,26 km[2] e un'altezza di 27 m[3]; si trova 800 m[3] a est, a nord di Mana 43°48′31″N 15°16′12″E.
- Mana, a sud-est.
- Balon (Balun), a sud.

### Cartografia
- (HR) Mappa topografica della Croazia 1:25000, su preglednik.arkod.hr. URL consultato l'8 ottobre 2017..
- G. Giani, Carta prospettiva delle Comuni censuarie della Dalmazia, foglio 5, 1839. Fondo Miscellanea cartografica catastale, Archivio di Stato di Trieste.
- Carta di cabottaggio del mare Adriatico, foglio VII, Milano, Istituto geografico militare, 1822-1824. URL consultato il 17 febbraio 2021 (archiviato dall'url originale il 13 aprile 2013).